# Roger Teillet
Roger-Joseph Teillet PC (* 21. August 1912 in St. Vital, Manitoba; † 1. Mai 2002) war ein kanadischer Wirtschaftsmanager, Unternehmer, Versicherungsvertreter und Politiker der Liberalen Partei, der mehrere Jahre Abgeordneter des Unterhauses und Minister war.

## Leben
Teillet, der aus einer sogenannten Métis-Familie stammte, und somit Abkömmling eines aus Frankreich stammenden Pelzhändlers und einer indianischen Mutter war, war ein Großneffe von Louis Riel, der ebenfalls kurzzeitig Abgeordneter des Unterhauses war.
1939 trat er in die Royal Canadian Air Force (RCAF) ein und diente während des Zweiten Weltkrieges in deren 35. Geschwader zuletzt im Rang eines Hauptmanns (Flight Lieutenant) als Navigator, ehe er 1942 in deutsche Kriegsgefangenschaft geriet. Nach seiner Entlassung aus der Kriegsgefangenschaft und seiner Rückkehr nach Kanada 1945 war er als Wirtschaftsmanager, Versicherungsvertreter sowie als Unternehmer tätig.
Seine politische Laufbahn begann Teillet in seiner Heimatprovinz, als er als Kandidat der Liberalen Partei am 8. Juni 1953 zum Mitglied der Legislativversammlung von Manitoba gewählt wurde und in dieser bis zum 13. Mai 1959 den Wahlkreis St. Boniface vertrat.
Bei der Unterhauswahl vom 18. Juni 1968 wurde er erstmals zum Abgeordneten in das Unterhaus gewählt und vertrat in diesem bis zum 25. Juni 1968 den Wahlkreis St. Boniface. Während dieser Zeit war er Mitglied mehrerer Ständiger Ausschüsse und verzichtete bei der Unterhauswahl 1968 auf eine erneute Kandidatur.
Am 22. April 1963 wurde Teillet von Premierminister Lester Pearson zum Minister für Veteranenangelegenheiten in das 19. kanadische Kabinett berufen. Diese Funktion behielt er auch vom 20. April bis zum 5. Juli 1968 in der von Premierminister Pierre Trudeau gebildeten 20. Regierung Kanadas.